# Розварово
Розварово (пол. Rozwarowo, нім. Ribbertow) — село в Польщі, у гміні Камень-Поморський Каменського повіту Західнопоморського воєводства.
Населення — 63 особи (2011).
У 1975-1998 роках село належало до Щецинського воєводства.

## Демографія
Демографічна структура станом на 31 березня 2011 року:
|          | Загалом | Допрацездатний вік | Працездатний вік | Постпрацездатний вік |
| -------- | ------- | ------------------ | ---------------- | -------------------- |
| Чоловіки | 33      | 4                  | 26               | 3                    |
| Жінки    | 30      | 5                  | 19               | 6                    |
| Разом    | 63      | 9                  | 45               | 9                    |